# سقارة
قرية سقارة هي إحدى القرى التابعة لمركز البدرشين في محافظة الجيزة في جمهورية مصر العربية. حسب إحصاءات سنة 2006، بلغ إجمالي السكان في سقارة 32112 نسمة، منهم 16481 رجل و15631 امرأة. تحتوي سقارة على مقابر ملكية مصرية قديمة للأسرات التي كانت تحكم مصر القديمة من العاصمة منف. كما تحتوي على عدد من الأهرامات من بينها هرم زوسر المدرج الذي يعود إلى عصر الأسرة المصرية الثالثة، والذي يُعد أقدم بناء حجري مكتمل معروف تاريخيًا، إضافة إلى عدد من المصطبات الأثرية
شيّد ستة عشر ملكًا مصريًا آخرون أهرامات في سقارة، بالإضافة إلى بعض الآثار الجنائزية التي شيّدها بعض كبار المسؤولين في مصر القديمة، وتم تصنيف المنطقة الممتدة من أهرامات الجيزة إلى دهشور مرورًا بسقارة كموقع تراث عالمي من قبل اليونسكو سنة 1979م.

## التاريخ

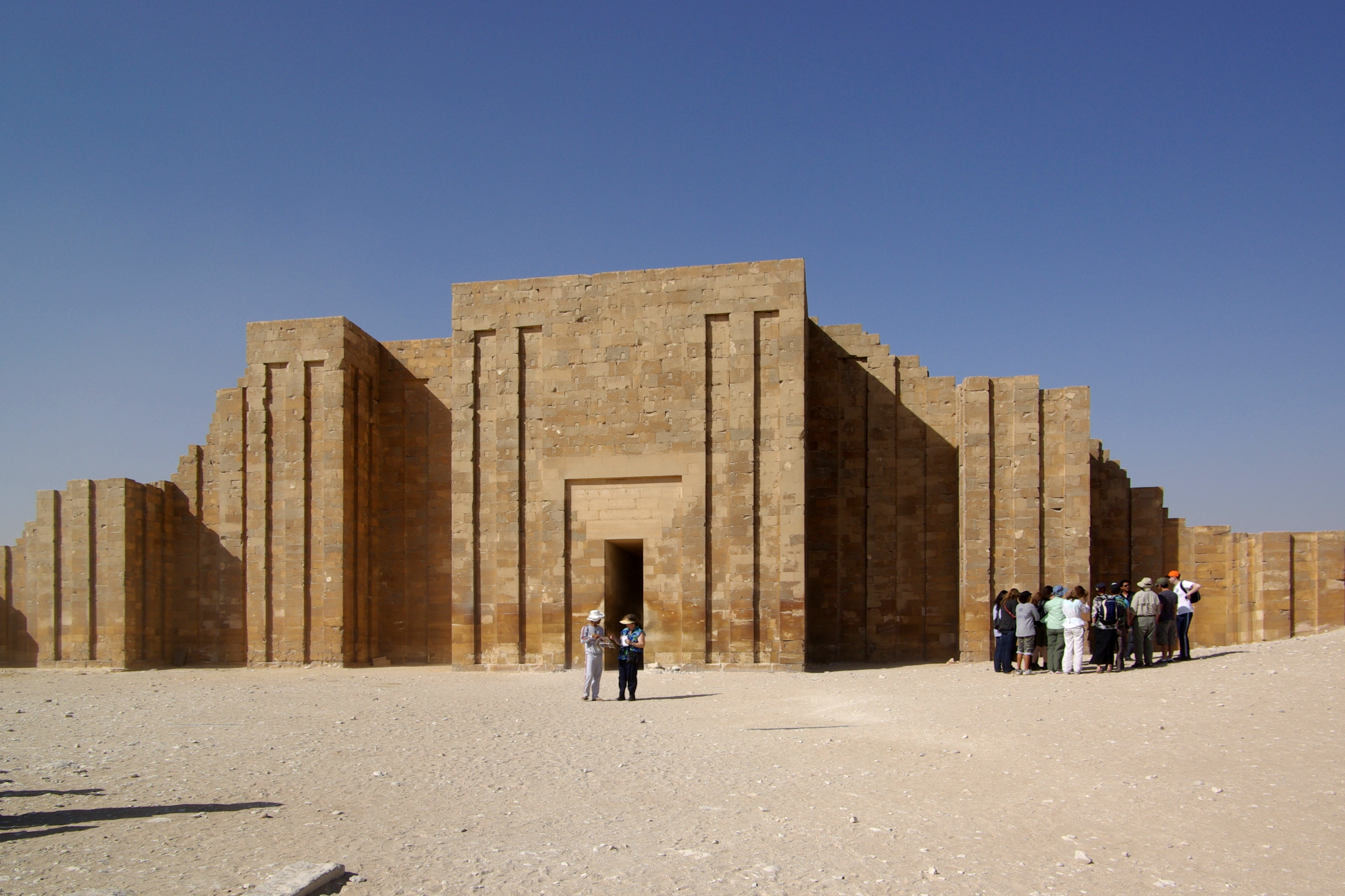
مجمع زوسر الجنائزي

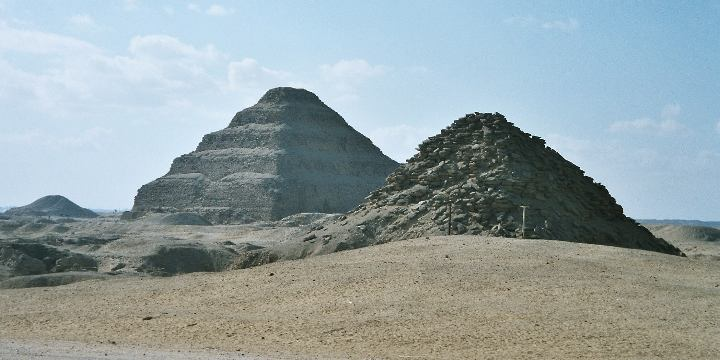
منظر من سقارة فيه هرم زوسر (وسط)، هرم أوناس (يسار) وهرم أوسركاف (يمين)

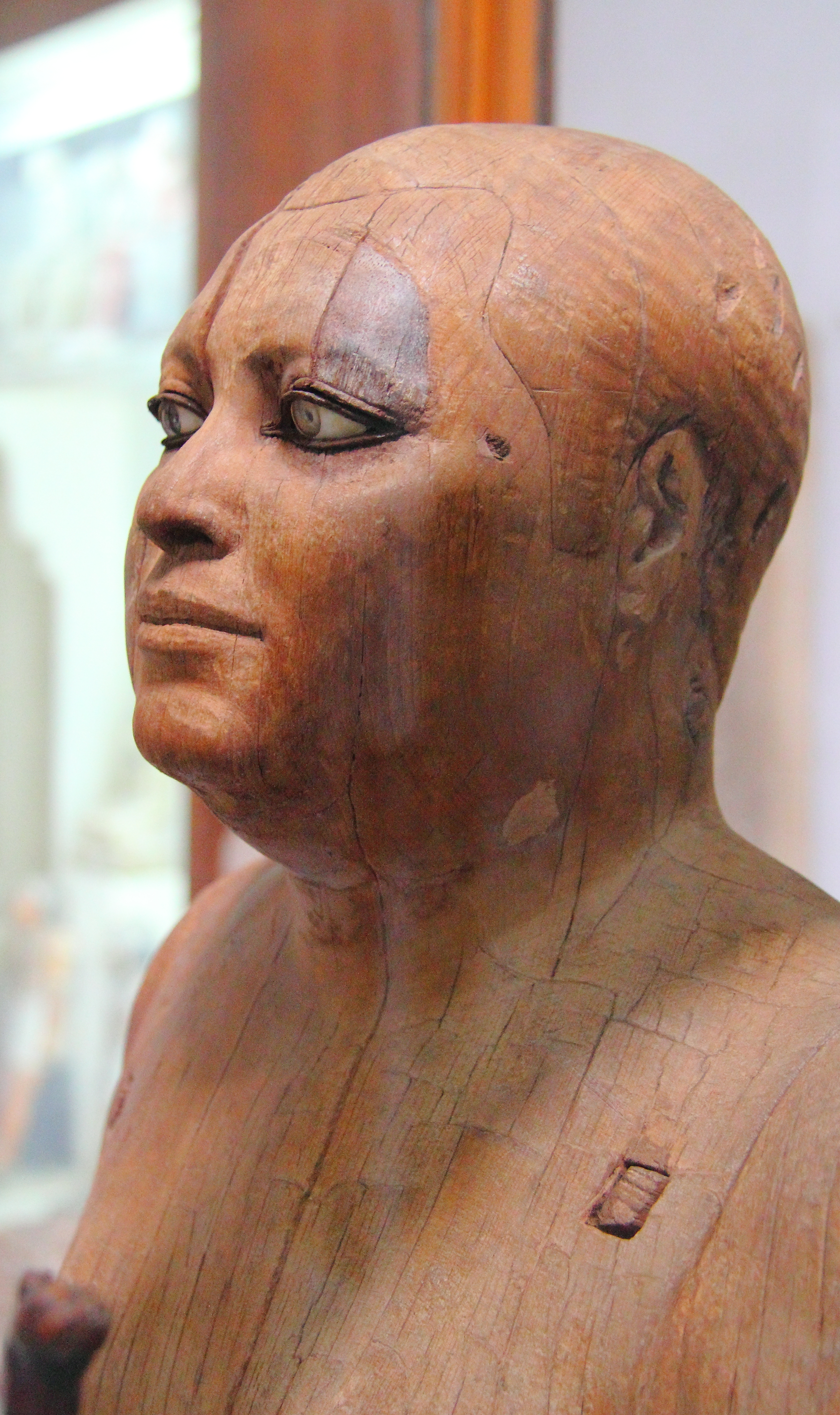
تمثال خشبي للكاتب كا عبر يرجع لسنة 2500 ق.م.

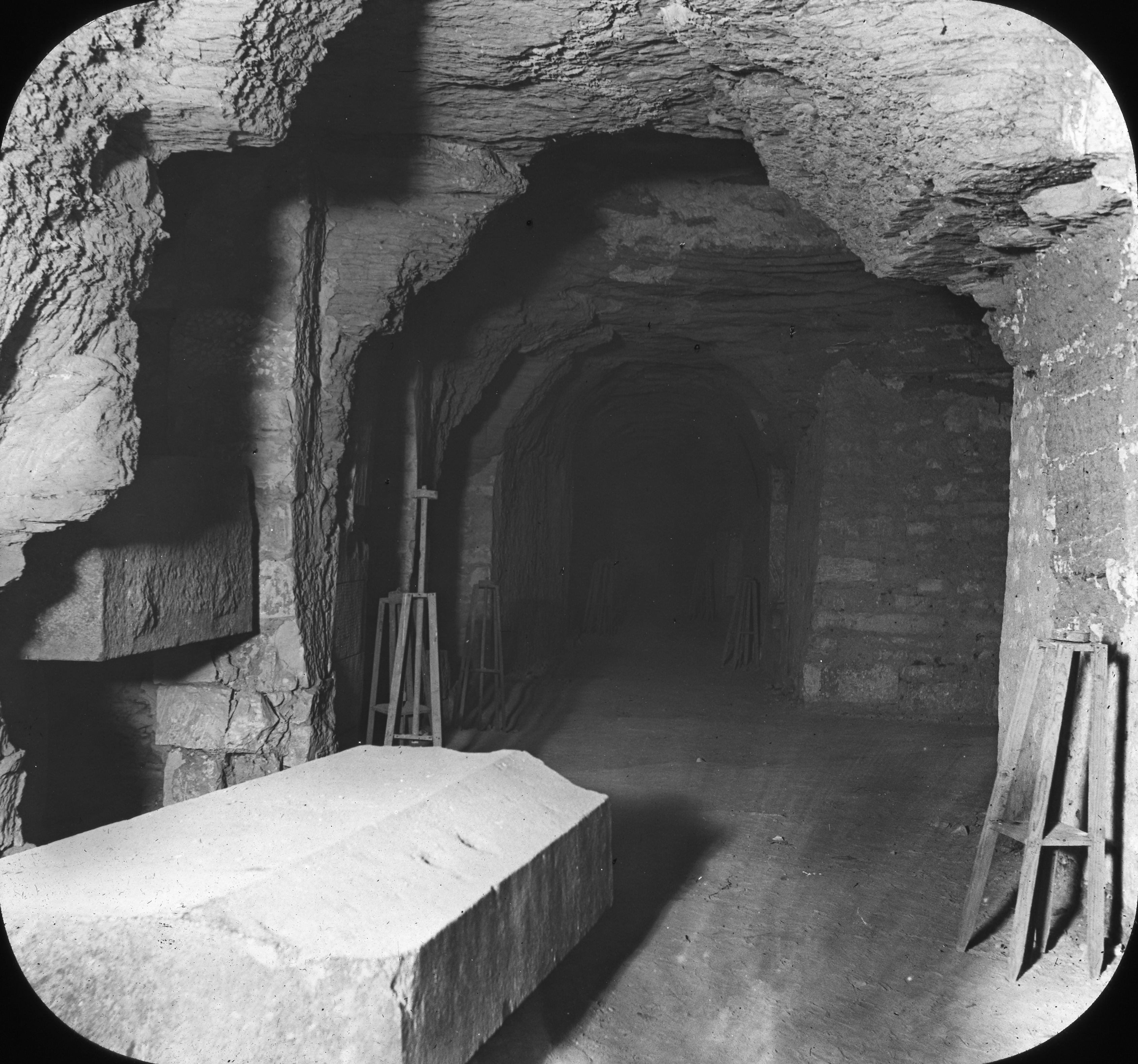
مقابر أبيس

منذ عهد الأسرتين المصرية الأولى والمصرية الثانية، بدأ بعض النبلاء المصريين بناء مقابرهم في سقارة. أما أول المنشآت الملكية المُشيّدة في سقارة، فكانت مصطبة أثرية شًيّدت في عهد الملك خع سخموي آخر ملوك الأسرة الثانية التي تُعرف الآن بجسر المدير. ثم توالي بناء المصطبات الأثرية والأهرامات في سقارة في عهد الأسرات التالية، ومن بين تلك الآثار:
- مقبرة الملك حتب سخم وى أو رع نب
- قبر الملك ني نتجر
- الهرم المدفون، المجمع الجنائزي للملك سخم خت
- جسر المدير، المجمع الجنائزي للملك خع سخموي
- الهرم المدرج، المجمع الجنائزي للملك زوسر.[5]
- مصطبة فرعون، قبر الملك شبسسكاف (الأسرة الرابعة)
- هرم أوسركاف (الأسرة الخامسة)
- هرم جد كا رع
- هرم الملك منكاو حور كايو
- مصطبة تي
- مصطبة الأخوين (خنومحتب ونيانخنوم)
- هرم أوناس
- مصطبة بتاح حتب
- هرم تيتي (الأسرة السادسة)
- مصطبة مريروكا
- مصطبة كاجيمني
- مصطبة أخطيتب
- هرم بيبي الأول
- هرم ميرينر
- مجمع هرم الملك بيبي الثاني نفر كا رع
- قبر بيرنب (الآن في متحف المتروبوليتان للفنون في نيويورك)
- هرم قا كا رع ايبي (الأسرة الثامنة)
- هرم للملك خنجر اوسركاف (الأسرة الثالثة عشر)
- قبري حورمحب ومايا التي تُعرض بعض نقوشها وتماثيلها في المتحف الوطني للآثار في ليدن بهولندا وفي المتحف البريطاني في لندن.
- نصب تذكاري للمفكرين والشعراء المهمين في اليونان القديمة بها تماثيل لهسيودوس وهوميروس وبندار وأفلاطون وآخرون.

تعرضت المنطقة الأثرية في سقارة لسطو اللصوص خلال احتجاجات مصر 2011، حيث اقتحمت غرف المخازن، لكن لم تتضرر معظم الآثار.

## الاكتشافات الحديثة
خلال الحفريات الدورية في عام 2011م في مقبرة للكلاب في مقبرة سقارة، اكتشف فريق التنقيب بقيادة سليمة إكرام وفريق دولي من الباحثين بقيادة بول نيكولسون من جامعة كارديف ما يقرب من ثمانية ملايين مومياء حيوانية في موقع الدفن بجوار معبد أنوبيس المقدس. يُعتقد أن تلك الحيوانات المحنطة، ومعظمها كلاب، كانت الهدف منها نقل صلاة أصحابها إلى آلهتهم.
في يوليو 2018م، أعلن رمضان بدري حسين رئيس فريق الباحثين المصريين الألمان من جامعة توبنغن عن اكتشاف قناع دفن مذهب نادر للغاية يعود تاريخه على الأرجح إلى العصر الصاوي الفارسي في نعش تالف جزئيًا نعش. كان آخر قناع مشابه تم العثور عليه في عام 1939. زُيّنت عيون القناع بالسبج والكالسيت وحجر كريم أسود ربما الأونيكس. وقال حسين: «إن العثور على مثل هذا القناع يمكن أن يسبب ضجة كبيرة، حيث لم يبق إلا عدد قليل جدًا من الأقنعة المعدنية الثمينة حتى يومنا هذا، نظرًا لنهب معظم مقابر الشخصيات المصرية القديمة في عصور سابقة.»
في سبتمبر 2018م، عثر فريق من علماء الآثار البولنديين بقيادة كميل كوراسكيفيك من كلية الدراسات الشرقية في جامعة وارسو على عشرات المومياوات التي يعود تاريخها إلى 2000 عام. كانت تلك البعثة البولندية المصرية تعمل تحت رعاية المركز البولندي لآثار البحر الأبيض المتوسط بجامعة وارسو. وقد دامت الاستكشافات في المنطقة الواقعة غرب هرم زوسر لأكثر من عقدين، وكان من بين تلك الاستكشافات مقبرة الوزير ميريفنيبيف المكتشفة سنة 1997م، والتي احتوت على مصلى جنائزي مزين بنقوش متعددة الألوان. بالإضافة إلى مقبرة رجل البلاط نيان-خفر-تيم المكتشفة سنة 2003م. استكشفت البعثة أيضًا مقبرتين. اكتشف علماء الآثار العشرات من قبور النبلاء من عصر الأسرة السادسة، التي يرجع تاريخها إلى الفترة بين القرنين 24 و21 قبل الميلاد، بالإضافة إلى 500 قبر لأشخاص فقراء تعود إلى الفترة بين القرن السادس قبل الميلاد والقرن الأول الميلادي. معظم الجثث كانت في حالة سيئة، وتحللت جميع المواد العضوية بما في ذلك الصناديق الخشبية. وتشكل تلك المقابر المستكشفة سنة 2018م جزءً من المقبرة المعروفة بالمقبرة العليا. يقول كميل كوراسزكيفيك: «المومياوات التي اكتشفناها في الموسم الماضي كانت متواضعة جدًا، فقد خضعت فقط لعمليات التحنيط الأساسية، ولُفّت في ضمادات، ووضعت مباشرة في حفر محفورة في الرمال.»
ركزت أبحاث البعثة البولندية المصرية أيضًا على تفسير ما يسمى بالخندق الجاف، وهو خندق شاسع محفور حول هرم زوسر. تؤكد أحدث الاكتشافات الفرضية القائلة بأن الخندق الجاف كان نموذجًا لرحلة الفرعون إلى العالم السفلي، وهو طريق كان على الحاكم المتوفى إتباعه ليحقق الحياة الأبدية.
في نوفمبر 2018م، عثرت بعثة أثرية مصرية على سبعة مقابر مصرية قديمة في مقبرة سقارة القديمة تحتوي على مجموعة من الجعران ومومياوات القطط التي تعود إلى الأسرات الخامسة والسادسة. استخدمت ثلاث منها للقطط، بعضها يعود تاريخه إلى أكثر من 6000 سنة، بينما كانت واحدة من الأربع النووايس الأخرى لم يسبق فتحها. كان مع مومياوات القطط 100 تمثال خشبي للقطط وتمثال واحد برونزي مخصص لإلهة القطط باستيت. بالإضافة إلى ذلك، تم العثور على مواد جنائزية تعود إلى الأسرة المصرية الثانية عشر إلى جانب بقايا الهياكل العظمية للقطط.
في منتصف ديسمبر 2018م، أعلنت الحكومة المصرية عن اكتشاف مقبرة لم تكن معروفة من قبل يبلغ عمرها 4400 عام في سقارة، تحتوي على لوحات وأكثر من خمسين منحوتة. كانت تلك المقبرة تخص الكاهن رفيع المستوى واحتي الذي عاش في عهد الملك نفر إر كارع كاكاي أحد ملوك الأسرة الخامسة. احتوت المقبرة أيضًا على أربعة أعمدة تحتها تابوت حجري.
في 13 أبريل 2019م، اكتشفت بعثة بقيادة عضو المعهد التشيكي للمصريات محمد مجاهد مقبرة عمرها 4000 عام بالقرب من المدينة الجنائزية في سقارة. أكد علماء الآثار أن المقبرة كانت تخص شخص مؤثر يدعى خوي عاش في مصر خلال عصر الأسرة الخامسة. يقول مجاهد: «تبدأ مقبرة خوي التي على شكل حرف L بممر صغير يتجه نزولاً إلى غرفة انتظار، ومن ثمّ غرفة أكبر بها نقوش مرسومة تصور صاحب القبر جالسًا على طاولة القرابين.» حافظت بعض الرسومات على زهوتها، وكانت المقبرة بشكل أساسي مصنوعة من الحجر الجيري الأبيض، وذات مدخل نفقي كما في الأهرامات. يُرجّح علماء الآثار أنه كانت هناك صلة بين خوي والملك لأنه المقبرة قريبة من هرم الملك المصري جد كا رع الذي حكم خلال تلك الفترة.
في 3 أكتوبر 2020م، أعلن خالد العناني وزير السياحة والآثار المصري عن اكتشاف ما لا يقل عن 59 تابوتًا حجريًا مغلقًا تحتوي على مومياوات يزيد عمرها عن 2600 عام. كما اكتشف علماء الآثار أيضًا 20 تمثال لبتاح، وتمثالًا منحوتًا من البرونز يبلغ ارتفاعه 35 سنتيمتر للإله نفرتوم.
في 19 أكتوبر 2020م، أعلنت وزارة السياحة والآثار عن اكتشاف تابوت حجري ملوّن ومغلق عمره أكثر من 2500 عام. اكتشف الفريق الأثري تماثيل خشبية مذهبة وأكثر من 80 تابوتًا. وفي نوفمبر 2020م، اكتشف علماء الآثار أكثر من 100 تابوت خشبي مطلي بدقة و40 تمثالًا جنائزيًا. يعود تاريخ هذه التوابيت الخشبية المغلقة إلى 2500 عام بعضها يحتوي على مومياوات. تشمل القطع الأثرية الأخرى التي تم اكتشافها أقنعة جنائزية وجرار وتمائم.

## طالع أيضا

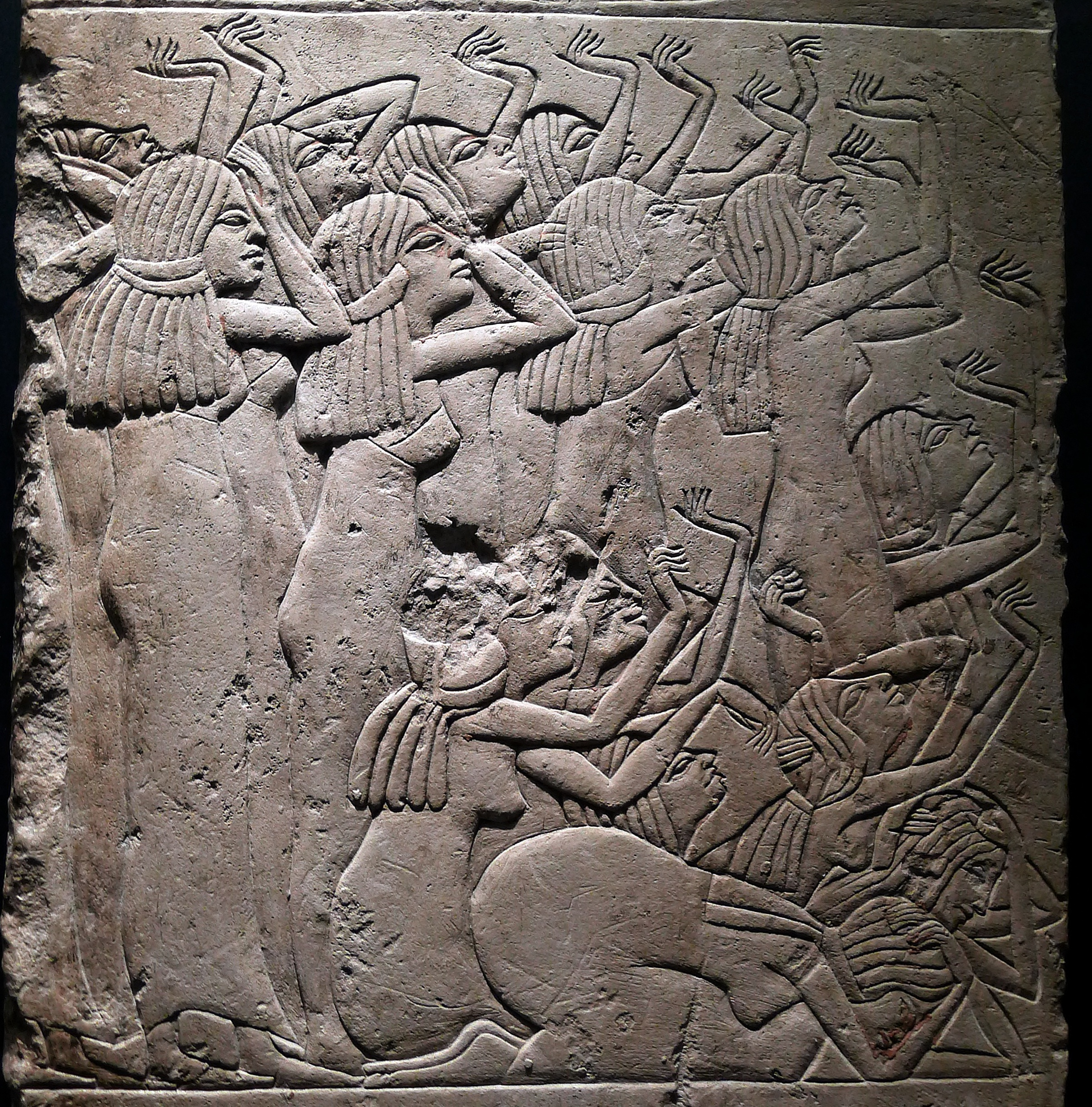
نقش بارز من قبر (متحف اللوفر)

## أعلام
- حتب سخم وى
- جد كا رع
- بيبي الثاني نفر كا رع
- خعمواس
- سخم خت